# Elsa Bonsdorff
Elsa Rosina Bonsdorff, född 10 november 1883 i Åbo, död 4 augusti 1973 i Helsingfors, var en finländsk riksdagsledamot. Hon var en av ledarna för den svenska hemhushållsutbildningen, martha- och kvinnosaksrörelsen.
Bonsdorff var 1919–1950 rektor för Högvalla seminarium i huslig ekonomi, det enda svenskspråkiga i landet. Hon hade studerat språk och lantbruk i Schweiz, Tyskland, Danmark och Sverige samt drivit en lantgård. Tillsammans med sin rikssvenska kollega Runa Melander utvecklade hon skolan på Boe gård till ett viktigt centrum för kunskap och pedagogik i hushållslära, hemmets ekonomi, matlagning, vett och etikett. Hon ledde skolan fram till 1950.
Bonsdorff var även en ledande kraft inom Finlands svenska Marthaförbund och den enda kvinnliga riksdagsledamoten i Svenska folkpartiet 1936–1945. 